# Ива (приток Камы)
И́ва — малая река в Перми, левый приток Камы. Протекает по территориям Свердловского и Мотовилихинского районов. Длина (от истока реки Большая Ива) — 10,5 км.

## География
Река Ива образована слиянием рек Большая Ива и Малая Ива. Обе реки берут начало в лесной зоне недалеко от территории НПО «Биомед» и старой городской свалки. У поселка Архиерейка в русле реки находится спущенный пруд. Здесь долина реки сильно заболочена вследствие остаточного подпора.
Устьевой створ Ивы расположен приблизительно в 500 м от устья, где река уходит в подземный коллектор, проходящий под Мотовилихинскими заводами и выводящий воды реки непосредственно в Каму.
Русло реки извилистое, ширина 0,5-0,8 м, глубина 0,3-0,5 м, средняя скорость течения 0,08-0,40 м/с. Долина реки имеет высокие эрозионные склоны. Правый берег крутой, левый — более отлогий. Крутизна склонов на протяжении реки изменяется от 10 до 50 градусов. Глубина эрозионного вреза изменяется от 15-20 до 50-60 м, уменьшаясь к устью.

## Притоки
Имеет два правых притока: Малая Ива (длина 4 км) и Толожанка (длина 6,3 км), а также левый приток Уинка.

## Экологическая обстановка
Река подвержена антропогенному воздействию на всём своём протяжении вследствие сброса промышленных, хозяйственно-бытовых и ливневых сточных вод. Почти повсеместно в водоохранной зоне располагаются хозяйственные, административные и жилые постройки. Через реку проложены многочисленные трубопроводы и мостовые переходы. В верховье реки расположены садоводческие участки. Основными источниками техногенного загрязнения вод являются старая городская свалка, ТЭЦ-6 и Мотовилихинские заводы.
По результатам мониторинга гидрохимического режима малых рек Перми в 2009—2010 годах качество воды в верховье реки оценивалось как V класс, разряд — экстремально грязная, имеющая критические показатели загрязненности по таким показателям и веществам, как: ХПК, БПК5, азот аммонийный, азот нитритов, фосфаты, медь, марганец. Около устья вода незначительно улучшается, имеет IV класс и разряд «в» (очень грязная) за счет появления критического загрязнения по меди и нефтепродуктам. Качество воды в реке в 2010 году, по сравнению с 2009 годом, ухудшилось, особенно значительно в фоновом створе. Кислородный режим на реке удовлетворительный. Загрязнение воды металлами (железо, марганец, медь, алюминий, стронций) существует в течение всего периода наблюдений.

## Ива в топонимике
По названию реки дано название микрорайону Ива в Мотовилихинском районе Перми.